# О’Уорд, Патрисио
Патрисио (Пато) О’Уорд (О’Вард, исп. Patricio O'Ward, род. 6 мая 1999, Мексика) — мексиканский автогонщик, пилот IndyCar Series, чемпион Indy Lights 2018 года.

## Карьера

### Ранние годы
О’Уорд начал свою карьеру в картинге в конце 2005 года и оставался в картинге до 2012 года. В течение 2013 года О’Уорд участвовал в гонках с открытыми колёсами: в Формуле-2000 Латам, Формуле Рено 1.6 и тихоокеанской Формуле-2000. В 2014 году О’Уорд выступал во французском чемпионате Формулы-4.
В 2015 году О’Уорд дебютировал в чемпионате Pro Mazda вместе с командой Pelfrey, за неё же выступал в этом чемпионате в 2016 году. В 2017 году О’Уорд выступал в чемпионате WeatherTech SportsCar Championship за Performance Tech Motorsports в классе Prototype Challenge, где стал чемпионом. О’Уорд и его напарники выиграли 24 часа Дейтоны и 12 часов Сибринга в своём классе, благодаря чему он стал самым молодым гонщиком, когда-либо выигрывавшим обе гонки — в возрасте 17 лет.
В 2018 году О’Уорд подписал контракт с Andretti Autosport на участие в чемпионате Indy Lights. Он выиграл девять из 17 гонок, был назван «Новичком года» и легко выиграл чемпионский титул.
В 2019 году на короткое время стал членом юниорской программы «Ред Булл». За это время он принял участие в одном этапе «Формулы-2», заменяя дисквалифицированного Махавира Рангунатана, и в трёх этапах японской «Супер-Формулы», заменив отчисленного из этой программы Дэна Тиктума. После того, как стало известно, что очки для суперлицензии за победу в серии Indy Lights были уменьшены, и О’Уорд лишился шансов попасть в «Формулу-1» в 2020 году, он был освобождён от обязательств по юниорской программе «Ред Булл», вернувшись в американские формульные серии.

### IndyCar Series
О’Уорд дебютировал в 2018 году на последней гонке сезона за команду Harding Racing. В этой гонке он стартовал пятым и финишировал 9-м.
Будучи чемпионом Indy Lights, О’Уорд имел право на проведение нескольких гонок в IndyCar Series при поддержке серии в 2019 году. Первоначально предполагалось, что он продолжит выступать за Harding Steinbrenner Racing, но из-за потери спонсорской поддержки лишился этого места ещё до начала сезона. В итоге О’Уорд подписал контракт с командой Carlin на выступление в «Индикаре» на неполном расписании (первоначально предполагалось 13 гонок, включая «500 миль Индианаполиса», в итоге он провёл лишь восемь). Лучшим результатом стало 8-е место на «Трассе Америк», в «500 милях Индианаполиса» О’Уорд не прошёл квалификацию.
В сезоне 2020 года О’Уорд перешёл во вновь образованную команду Arrow McLaren SP. Он сильно начал сезон, заняв 2-е место во второй гонке на трассе Роуд-Америка и 4-е — в первой гонке в Айове. Перед «500 миль Индианаполиса» он вышел на 4-е место в общем зачёте. Гонку он завершил 6-м и заработал звание лучшего новичка «500 миль Индианаполиса» (так как в 2019 году О’Уорд не прошёл квалификацию, то эта гонка считалась для него дебютной). После этого он дважды финишировал на подиуме на двойном этапе на трассе World Wide Technology Raceway. Он боролся за 3-е место в общем зачёте чемпионата, но после 9-го и 11-го мест в двойной гонке в Мид-Огайо и 22-го места в первой гонке Гран-при Урожая он опустился на 5-ю позицию. Благодаря финишу на 2-м месте в финале сезона в Сент-Питерсберге О’Уорд стал четвёртым в чемпионате.
На 2021-й год О’Уорд сохранил место в «Макларене».

## Результаты выступлений

### Формула-1
| Легенда к таблице |                                                                    |
| --- | ------------------------------------------------------------------ |
| В таблице перечислены результаты всех Гран-при Формулы-1, в которых принимал участие гонщик. Строками таблицы являются сезоны, столбцами — этапы чемпионата мира. В каждой клетке указаны сокращённое название этапа и результат, дополнительно обозначенный цветом. Расшифровка обозначений и цветов представлена в нижеследующей таблице. |                                                                    |
| \| Пример \| Описание \| \| ------------ \| ------------------------------------------------------------------ \| \| 1 \| Победитель \| \| 2 \| Второе место \| \| 3 \| Третье место \| \| 5 \| Финишировал, заработав очки \| \| Сход \| Не финишировал, но при этом заработал очки \| \| 12 \| Финишировал, не получив очков \| \| НКЛ \| Финишировал, но не попал в финальную классификацию \| \| 15 \| Участвовал вне зачёта, либо по отдельной классификации \| \| 18 \| Не финишировал, но попал в финальную классификацию \| \| Сход \| Не финишировал \| \| НКВ \| Не прошёл квалификацию \| \| НПКВ \| Не прошёл предквалификацию \| \| ДСК \| Дисквалифицирован \| \| ИСК \| Исключён из протокола соревнований \| \| ТТ \| Заявлен для участия только в тренировках \| \| НС \| Участвовал в квалификации, но не стартовал в гонке \| \| Т \| Травмирован или болен \| \| ОТК \| Отказ от участия \| \| НТР \| Прибыл на соревнования, но на трассу не выезжал \| \| НПР \| Был заявлен в числе участников, но не прибыл к началу соревнований \| \| О \| Соревнования отменены \| \| \| Не участвовал \| \| Поул-позиция \| \| \| Быстрый круг \| \| |                                                                    |
| Пример | Описание                                                           |
| 1 | Победитель                                                         |
| 2 | Второе место                                                       |
| 3 | Третье место                                                       |
| 5 | Финишировал, заработав очки                                        |
| Сход | Не финишировал, но при этом заработал очки                         |
| 12 | Финишировал, не получив очков                                      |
| НКЛ | Финишировал, но не попал в финальную классификацию                 |
| 15 | Участвовал вне зачёта, либо по отдельной классификации             |
| 18 | Не финишировал, но попал в финальную классификацию                 |
| Сход | Не финишировал                                                     |
| НКВ | Не прошёл квалификацию                                             |
| НПКВ | Не прошёл предквалификацию                                         |
| ДСК | Дисквалифицирован                                                  |
| ИСК | Исключён из протокола соревнований                                 |
| ТТ | Заявлен для участия только в тренировках                           |
| НС | Участвовал в квалификации, но не стартовал в гонке                 |
| Т | Травмирован или болен                                              |
| ОТК | Отказ от участия                                                   |
| НТР | Прибыл на соревнования, но на трассу не выезжал                    |
| НПР | Был заявлен в числе участников, но не прибыл к началу соревнований |
| О | Соревнования отменены                                              |
| | Не участвовал                                                      |
| Поул-позиция |                                                                    |
| Быстрый круг |                                                                    |

| Сезон | Команда         | Шасси         | Двигатель                              | Ш | 1   | 2   | 3   | 4   | 5   | 6   | 7   | 8   | 9   | 10  | 11  | 12  | 13  | 14  | 15  | 16  | 17  | 18  | 19  | 20       | 21  | 22       | 23  | 24  | Место | Очки |
| ----- | --------------- | ------------- | -------------------------------------- | - | --- | --- | --- | --- | --- | --- | --- | --- | --- | --- | --- | --- | --- | --- | --- | --- | --- | --- | --- | -------- | --- | -------- | --- | --- | ----- | ---- |
| 2022  | McLaren F1 Team | McLaren MCL36 | Mercedes F1 M13 E Performance 1,6 V6 t | P | БАХ | САУ | АВС | ЭМИ | МАЙ | ИСП | МОН | АЗЕ | КАН | ВЕЛ | АВТ | ФРА | ВЕН | БЕЛ | НИД | ИТА | СИН | ЯПО | СОЕ | МЕХ      | САП | АБУ тест |     |     | —     | —    |
| 2023  | McLaren F1 Team | McLaren MCL60 | Mercedes F1 M14 E Performance 1,6 V6 t | P | БАХ | САУ | АВС | АЗЕ | МАЙ | МОН | ИСП | КАН | АВТ | ВЕЛ | БЕЛ | ВЕН | НИД | ИТА | СИН | ЯПО | КАТ | СОЕ | МЕХ | САП      | ЛАС | АБУ тест |     |     | —     | —    |
| 2024  | McLaren F1 Team | McLaren MCL38 | Mercedes F1 M15 E Performance 1,6 V6 t | P | БАХ | САУ | АВС | ЯПО | КИТ | МАЙ | ЭМИ | МОН | КАН | ИСП | АВТ | ВЕЛ | ВЕН | БЕЛ | НИД | ИТА | АЗЕ | СИН | США | МЕХ тест | САП | ЛАС      | КАТ | АБУ | —     | —    |